# Behöver inte dig idag
Behöver inte dig idag  är en låt framförd av Clara Klingenström i Melodifestivalen 2021, skriven av artisten själv, Bobby Ljunggren och David Lindgren Zacharias.
Låten, som deltog i den fjärde deltävlingen, gick vidare till andra chansen där hon sedan gick vidare till final. Väl i finalen slutade hon på femte plats.
Låten toppade Svensktoppen och DigiListan under 2021.